# Xylopia benthamii
Xylopia benthamii é uma espécie de magnólia. Foi descrito pela primeira vez por Robert Elias Fries .  Xylopia benthamii pertence ao gênero Xylopia, e à família Annonaceae.
Este tipo de planta pode ser encontrado em:
- Brasil
- Venezuela
- Bolívia